# Strahinja Tanasijević
Strahinja Tanasijević (in serbo Страхиња Танасијевић?; Belgrado, 12 giugno 1997) è un calciatore serbo, difensore del New York City.

## Caratteristiche tecniche
È un difensore centrale, ma può giocare anche come terzino destro.

## Carriera
Cresciuto nel settore giovanile del Rad Belgrado, inizia a giocare, in prestito, nelle serie inferiori serbe con lo Žarkovo e il Šumadija Aranđelovac. In vista della stagione 2017-2018, rientra dal prestito. Esordisce in prima squadra il 21 ottobre 2017 nell'incontro perso per 3-0 con il Voždovac nella Superliga.
Il 31 gennaio 2018, il Rad lo gira in prestito al Chievo durante la sessione invernale di calciomercato. Al termine della stagione, dopo aver giocato con la formazione Primavera, viene riscattato dai clivensi. Il 4 novembre 2018, esordisce in Serie A nella sconfitta in casa per 0-2 con il Sassuolo. Chiude la stagione giocando una partita di campionato e una in Coppa Italia contro il Cagliari.
Il 19 luglio 2019 viene ceduto a titolo temporaneo ai francesi del Paris FC. Con i parigini giocherà solo una partita in Coupe de la Ligue e tre partite con la seconda squadra. Il 25 gennaio 2020 torna a giocare, in prestito, alla squadra che lo aveva cresciuto calcisticamente, il Rad. Giocherà 8 partite di campionato, prima di fare rientro al Chievo. Durante la stagione 2020-2021, non trova spazio con i gialloblu, rimanendo sempre in panchina.
L'8 febbraio 2021 viene ceduto a titolo definitivo alla società serba del Čukarički.

## Statistiche

### Presenze e reti nei club
Statistiche aggiornate al 21 luglio 2021.
| Stagione         | Squadra          | Campionato       | Campionato | Campionato | Coppe nazionali | Coppe nazionali | Coppe nazionali | Coppe continentali | Coppe continentali | Coppe continentali | Altre coppe | Altre coppe | Altre coppe | Totale | Totale |
| Stagione         | Squadra          | Comp             | Pres       | Reti       | Comp            | Pres            | Reti            | Comp               | Pres               | Reti               | Comp        | Pres        | Reti        | Pres   | Reti   |
| ---------------- | ---------------- | ---------------- | ---------- | ---------- | --------------- | --------------- | --------------- | ------------------ | ------------------ | ------------------ | ----------- | ----------- | ----------- | ------ | ------ |
| 2017-gen. 2018   | Rad Belgrado     | SL               | 9          | 0          | CS              | 1               | 0               |                    | -                  | -                  |             | -           | -           | 10     | 0      |
| feb.-mag. 2018   | Chievo           | A                | 0          | 0          |                 | -               | -               |                    | -                  | -                  |             | -           | -           | 0      | 0      |
| 2018-2019        | Chievo           | A                | 1          | 0          | CI              | 1               | 0               |                    | -                  | -                  |             | -           | -           | 2      | 0      |
| 2019-gen. 2020   | Paris FC         | L2               | 0          | 0          | CF+CdL          | 0+1             | 0               |                    | -                  | -                  |             | -           | -           | 1      | 0      |
| gen.-giu. 2020   | Rad Belgrado     | SL               | 8          | 0          |                 | -               | -               |                    | -                  | -                  |             | -           | -           | 8      | 0      |
| 2020-feb. 2021   | Chievo           | B                | 0          | 0          | CI              | 0               | 0               |                    | -                  | -                  |             | -           | -           | 0      | 0      |
| Totale Chievo    | Totale Chievo    | Totale Chievo    | 1          | 0          |                 | 1               | 0               |                    | -                  | -                  |             | -           | -           | 2      | 0      |
| feb.-mag. 2021   | Čukarički        | SL               | 12         | 1          |                 | -               | -               |                    | -                  | -                  |             | -           | -           | 12     | 1      |
| 2021-2022        | Čukarički        | SL               | 12         | 0          | CS              | 1               | 0               | UECL               | 4                  | 0                  |             | -           | -           | 17     | 0      |
| Totale Čukarički | Totale Čukarički | Totale Čukarički | 24         | 1          |                 | 1               | 0               |                    | 4                  | 0                  |             | -           | -           | 29     | 1      |
| Totale carriera  | Totale carriera  | Totale carriera  | 45         | 1          |                 | 4               | 0               |                    | 4                  | 0                  |             | -           | -           | 53     | 1      |